# 村上吉文
村上 吉文（むらかみ よしふみ、1967年4月16日 - ）は外国語学習の専門家。特にITエンジニアを対象にした日本語教育や、ソーシャル・メディアの外国語学習への応用などで知られる。
自律学習に特化したソーシャル・ネットワーキング・アプローチである外国語学習法「冒険家メソッド」の提唱者でもある。

## 来歴
国際基督教大学卒業、杏林大学大学院国際文化交流研究科修了。埼玉県の与野学院日本語学校に勤務したのち、青年海外協力隊としてモンゴルで活動。その後国際交流基金の日本語教育専門家としてサウジアラビア、モンゴル、ベトナムに派遣される。その後、エジプトとハンガリーの国際交流基金拠点に上級専門家として勤務。東洋大学国際地域学部などの講師も経験。

## 著書
- 『AI時代の冒険家メソッド: 大規模言語モデルを活用した自律的な第二言語習得』2023 KDP（単著）
- 『不登校はまちがいなく正しい！: カナダのホームスクーリングから僕が学んだこと』 2021 KDP（単著）
- 『異世界転送の用意はいいか: 語学教師のためのVR入門』2019 KDP（単著）
- 『もう学校も先生もいらない!? SNSで外国語をマスターする《冒険家メソッド》』2018 ココ出版（単著）
- 『日本語教育 学のデザイン』2015 凡人社（共著）
- 『ことばと文字 3』2015 くろしお出版（共著）
- 『しごとの日本語 IT業務編』2008 アルク（単著）
- 『海外で日本語を教える』2005 凡人社（共著）

## 雑誌連載
- 『月刊日本語』「次世代教師の賢い手抜き術」2008年4月〜2011年3月
- 『日本語教育ジャーナル』「日本語教師のデジタル活用術」2012年春号〜現在

## 論文
- 「現代日本における留学生政策理念の変遷」『言語と交流』2000
- 「現代日本の対外言語政策理念の変遷 〜国益と貢献のはざまで〜」杏林大学 2000
- 「プレゼンテーションソフトの日本語教育への応用について」『言語と交流』2001
- 「ITエンジニア対象の日本語教育におけるニーズ分析とコースデザイン」『言語と交流』2005
- 「web2.0と日本語教育」 『言語と交流』 2007
- 「クリエイティブ・コモンズと日本語教育」『言語と交流』2011
- 「ソーシャルメディア時代の日本語学習 －エジプト革命直後の日本語教室の記録－」『言語と交流』2012
- 「ビデオ会議システムとライブ動画配信を利用した広域オンライン日本語教師研修の試み」『言語と交流』2013

## 講演・セミナー
- 「ITエンジニアの日本語教育 ニーズ分析とコースデザイン」 2007年7月20日 JALアカデミー
- 「ブログを使った情報発信」 2008年3月8日　国際交流基金関西国際センター
- 「疾走せよ！ 次世代型光速学習法」2008年6月12日 大東文化大学
- 「アニメ映画を利用した日本語教育〜ARCS動機付けモデルから〜」2008年12月14日 ベトナム日本人材協力センター
- 「『みんなの日本語』で読解を教える」 2009年2月21日 カンボジア日本人材協力センター
- 「エクセルを使って、コミュニカティブな練習をするためのタスクカードを作る」2009年2月24日 ラオス日本人材協力センター
- 「IT日本語の教え方 アルクの新教材を中心に」2009年3月7日 ベトナム日本人材協力センター
- 「日本語教師のためのエクセル講座」 2010年3月6日　ベトナム ホーチミン市
- 「インターネットを利用した日本語学習の方法」2010年3月6日　ベトナム ホーチミン市
- 「プレゼンテーションソフトのビジネス日本語授業への応用」2010年3月8日 ベトナム フエ市
- 「最新語彙習得論」2010年3月8日 ベトナム フエ市
- 「大人数のクラスでの楽しい会話授業」 2010年3月9日 ベトナム フエ外国語大学
- 「日本語教師の仕事に役立つパソコンスキルの基本のキ」 2010年8月21日 NEC PCカレッジ池袋西武校（日本語教育研究所）
- 「日本語教師の仕事術〜ITを利用した時短授業準備」2011年12月26日 札幌エルプラザ（北海道日本語教育ネットワーク）
- 「日本語教授法基礎 応用練習編」 2011年11月5日 在ケニア日本国大使館（ケニア日本語教師会）
- 「マンガで学ぶ日本語」2012年3月29日 カイロ日本文化センター
- 「組織から教室へ、教室から個人へ 〜e-ラーニングの新しい潮流〜」2012年7月28日　スペイン日本語教育シンポジウム 基調講演
- 「How to Learn Japanese online?」2012年 在サウジアラビア日本国大使館
- 「母語話者とつながるためにソーシャルメディアは役に立つか」 2013年 韓国日本語教育学会 招待講演
- 「インターネット映像配信サービスを利用した教師研修と遠隔授業の実際」2013年10月27日 日本語教育学会 日本語教師研修[3]
- 「『まるごと』の文化　SNSを通した実践」2014年 欧州日本語教師研修会
- 「デジタルは語学学習をどのように変えたか」2014年 フランス日本語教師会 教師研修会 招待講演
- 「インターネット自律学習」2014年 クロアチア日本語教師会 教師研修会
- 「ソーシャル・メディアとタブレットの日本語教育への応用」2014年 チェコ日本語教師会
- 「ICTの時代の教師の役割ー冒険家メソッドの実践ー」2015年3月6日 ベルギー日本語教師会研修「インターネットを用いた遠隔・共同授業実践と展開」基調講演
- 「日本語教育のこれから」2015年5月 モンゴル日本語教育40周年記念国際シンポジウム基調講演
- 「新世代自律学習者のための教師の役割」2015年6月26日 第3回スペイン日本語教師会シンポジウム基調講演
- 「ソーシャル・メディアを利用した日本語の自律学習」2015年8月22日 北欧日本語教師のためのセミナー スウェーデン・ダーラナ大学
- 「ソーシャル・メディアで4技能を伸ばす」2015年12月5日 ポーランド日本語教師会
- 「ソーシャル・メディア時代の日本語教育〜授業に取り入れるための最初の一歩〜」2015年10月24日 CIS日本語教師セミナー（モスクワ）
- 「ソーシャル・メディアで学ぶ日本語教師」2016年1月30日 ルーマニア日本語教師会セミナー
- 「教師の役割の再考　協働学習と自律学習」2016年2月20日 スロバキア日本語教師研修会
- 「ソーシャル・メディアを利用した日本語教育」2016年3月11〜13日 ドイツVHS日本語講師の会全国定例研修会
- 「SNSを利用したネットワーク活性化方法」2016年4月17日 ブルガリア日本語教師セミナー
- 「ソーシャルメディアと日本語の学習者」2016年5月7日 アイルランド日本語教師会セミナー
- 「ソーシャルメディアが破る語学教育の壁　ソーシャルメディアを利用して磨く日本語の 4 技能」2016年6月19日 オランダ日本語教師会準備会セミナー （ライデン大学）

## オンライン講演
- 「楽しい授業とは」第1回中東日本語教師オンライン研修
- 「教科書だけでいいんでしょうか」CBIと自律学習 第2回中東日本語教師オンライン研修
- 「語彙習得」 言葉や 漢字を効果的に身につけるには？第3回中東日本語教師オンライン研修
- 「聴解のリソースを増やすには？」第4回中東日本語教師オンライン研修
- 「会話：情報差をたくさん作るには？」第5回中東日本語教師オンライン研修
- 「作文 書きたい気持ちに火をつけるには？」第6回中東日本語教師オンライン研修
- 「読みたい気持ちに火をつけるには？」第7回中東日本語教師オンライン研修
- 「練習プリントの効率的な作り方」第8回中等日本語教師オンライン研修
- 「FCの簡単な作り方」第9回中東日本語教師オンライン研修